# لوپولدوو (استان اشوی‌داشکسیه)
لوپولدوو (به لهستانی: Leopoldów) یک منطقهٔ مسکونی در لهستان است که در گمینا تارووو واقع شده‌است. لوپولدوو ۴۰ نفر جمعیت دارد.